# AWO Bundesakademie
Die AWO Bundesakademie in Berlin ist die zentrale Fortbildungs- und Weiterbildungseinrichtung des Bundesverbands der Arbeiterwohlfahrt (AWO). Ihr Angebot umfasst jährlich rund 200 Veranstaltungen, die von 3000 Teilnehmern besucht werden. Die AWO-Bundesakademie wird seit dem Jahr 2012 von Karin Kaltenbach geleitet.

## Geschichte
Die AWO Bundesakademie besteht bereits seit über 40 Jahren. Auf der Basis jahrzehntelanger Fortbildungserfahrungen und aus der seit 1972 bestehenden zentralen Fortbildung wurde mit der Neuordnung und konzeptionellen Weiterentwicklung im Jahr 1999 die AWO Akademie Helene Simon gegründet. Diese wurde nach dem Umzug der Bundesgeschäftsstelle von Bonn nach Berlin im Jahr 2008 in AWO Bundesakademie umbenannt.
Sie ist eine eigene Organisationseinheit des AWO-Bundesverbands und seit dem Jahr 2010 eine Abteilung innerhalb der AWO-Bundesgeschäftsstelle in Berlin.

## Angebote
Die AWO-Bundesakademie bietet ein breites Spektrum von Themen für die Tätigkeitsfelder Soziale Arbeit und Sozialwirtschaft bereit. Seminare, Zertifikatsreihen und Workshops sind in einem jährlich erscheinenden Programmheft und auf der Internetseite zu finden. Die Bildungsarbeit orientiert sich am Leitbild der Arbeiterwohlfahrt und richtet sich nach den Qualitätsstandards des von unserem Verband angewandten Qualitätsmanagementsystems. Die ausgewählten Seminarorte zeichnen sich alle durch ein lernförderndes Umfeld aus. Die Teilnehmer finden dort eine angenehme und ruhige Atmosphäre vor sowie ein modernes Tagungsequipment und die dazugehörige technische Ausstattung. Das AWO-Tagungszentrum „Haus Humboldtstein“ ist die zentrale Bildungsstätte der AWO-Bundesakademie. Seit dem Jahr 2009 ist die Bundesakademie im Rahmen der QM-Systemakkreditierung der Bundesgeschäftsstelle zertifiziert, aktuell durch Zertsozial.
Die Fortbildungsmaßnahmen der Akademie werden vom Bundesministerium für Familie, Senioren, Frauen und Jugend sowie vom Bundesamt für Migration und Flüchtlinge gefördert.

## Kooperationen
Die AWO-Bundesakademie kooperiert in ihrer zentralen Management-Weiterbildung zum Sozialwirt mit der ASH in Berlin, die dafür Credit-Points vergibt. Sie ist zudem Kooperationspartnerin des von der Paritätischen Akademie organisierten Studiengangs M.A. Sozialmanagement, der unter wissenschaftlicher Verantwortung der ASH durchgeführt wird.
Weitere Hochschulpartnerin der Bundesakademie ist die Fachhochschule Kiel. Gemeinsam mit dem Institut für Partizipation und Bildung werden seit 2012 pädagogische Fach- und Führungskräfte zu Multiplikatoren für Partizipation in Kindertagesstätten (Kitas) weitergebildet.
Seit dem Jahr 2011 moderiert die AWO-Bundesakademie das „AWO-Bundesnetzwerk Fort- und Weiterbildung“ mit rund 15 aktiven Bildungsträgern in der bundesweiten AWO. Hier werden fachliche und bildungspolitische Fragen rund um das Thema der beruflichen Bildung diskutiert und Positionen dazu entwickelt.